# Warskwlawebis akademia
Warskwlawebis akademia (gruz. ვარსკვლავების აკადემია) – gruzińska edycja programu talent show Star Academy, emitowana przez stację Rustawi 2 od 2008 roku. Głosować na swojego faworyta można było przez SMS-y oraz audiotele. 
Jedną z uczestniczek programu była Mariko Ebralidze.